# Женски национален отбор по волейбол на България
Женският национален отбор по волейбол на България представлява страната на международни състезания в спорта волейбол.

## Постижения

### Олимпийски игри
- Бронзов медал на женския отбор на олимпиадата в Москва 1980 г. Състав: Таня Гогова, Румяна Каишева, Мая Стоева, Верка Стоянова, Цветана Божурина, Росица Михайлова, Анка Узунова, Силвия Петрунова, Таня Димитрова, Галина Станчева, Валентина Харалампиева, Маргарита Герасимова. Треньор: Васил Симов.

### Световни първенства
Няма медали.

### FIVB Купа на претендентите
- Златен медал през 2018 г.

### Европейски първенства
- Златен медал при жените от Европейския шампионат (ЕШ) в София (България) през 1981 г. Състав: Таня Гогова, Верка Стоянова, Мая Стоева, Румяна Каишева, Цветана Божурина, Анка Узунова, Р. Михайлова, Мила Рангелова, Галина Станчева, В. Манова, Таня Димитрова, Зл. Стоичкова. Треньор: В. Симов.
- Бронзов медал при жените от Европейския шампионат (ЕШ) в Лион (Франция) през 1979 г. Състав: Т. Гогова, Верка Стоянова, Р. Каишева, М. Стоева, Цветана Божурина, А. Узунова, Т. Мумджиева, Р. Михайлова, Т. Димитрова, С. Петрунова, Н. Милева, М. Халачева. Треньор: В. Симов.
- Бронзов медал при жените от Европейския шампионат (ЕШ) във Варна (България) през 2001 г. Състав: Антонина Зетова, Нели Маринова-Нешич, Ваня Соколова, Анета Германова, Илияна Гочева, Марина Марик, Кунова, Величкова, Серафимова, Петкова. Треньор: Емил Тренев.

### Европейска лига
- Златен медал при жените от Европейската лига (ЕЛ) в България през 2021 г.
- Златен медал при жените от Европейската лига (ЕЛ) в Унгария през 2018 г.
- Сребърен медал при жените от Европейската лига (ЕЛ) в Анкара (Турция) през 2010 г.
- Сребърен медал при жените от Европейската лига (ЕЛ) в Карлови Вари (Чехия) през 2012 г.
- Бронзов медал при жените от Европейската лига (ЕЛ) в Турция през 2009 г.
- Бронзов медал при жените от Европейската лига (ЕЛ) в Турция през 2011 г.
- Бронзов медал при жените от Европейската лига (ЕЛ) във Варна, България през 2013 г.

### Балканиада
- Златен медал 1-во място – 1970, 1972, 1976, 1979, 1980, 1981, 1984, 1985, 1986, 1988
- Сребърен медал 2-ро място – 1973, 1974, 1975, 1978, 1983, 1990, 1992
- Бронзов медал 3-то място – 1946, 1947, 1971, 1982

### Купа Елцин (неофициален)
- Златен медал 1-во място – 2014
- Сребърен медал 2-ро място – 2008

### Настоящ състав
| №    | Име, фамилия                    | Год рожден | Ръст | Позиция   | Клуб                      |
| ---- | ------------------------------- | ---------- | ---- | --------- | ------------------------- |
| 1,10 | Гергана Димитрова               | 1996       | 184  | нападател | „Расинг Клуб дьо Кан“ Кан |
| 1    | Диана Ненова                    | 1985       | 182  | посрещач  | ЦСКА София                |
| 2    | Юлия Стоянова                   | 1985       | 185  | нападател | „Вандевр-Нанси“           |
| 3    | Русена Сланчева                 | 1986       | 184  | либеро    | „Вандевр-Нанси“           |
| 4    | Нася Димитрова                  | 1992       | 190  | център    | „Марица“ Пловдив          |
| 5    | Добрана Рабаджиева              | 1991       | 194  | нападател | „Волеро“ Цюрих            |
| 6    | Мирослава Паскова               | 1996       | 180  | нападател | „Жешув“                   |
| 7    | Лора Китипова                   | 1991       | 182  | посрещач  | „Протон“ Саратовска обл.  |
| 8    | Ева Янева                       | 1985       | 186  | нападател | „Саръер“                  |
| 9    | Петя Баракова                   | 1994       | 180  | посрещач  | „Кан-Рошвил“ Льо Кан      |
| 10   | Елица Баракова                  | 1997       | 184  | център    | „Казанлък“                |
| 11   | Христина Вучкова (Русева)       | 1994       | 190  | център    | „Галатасарай“ Истамбул    |
| 12   | Мария Данчева                   | 1995       | 195  | център    | „Марица“ Пловдив          |
| 13   | Мария Филипова                  | 1982       | 178  | либеро    | „Телеком“ Баку            |
| 14   | Емилия Димитрова (Николова)     | 1991       | 185  | нападател | „НЕК Ред Рокетс“ Кавасаки |
| 15   | Жана Тодорова                   | 1997       | 176  | либеро    | „Марица“ Пловдив          |
| 16   | Елица Василева                  | 1990       | 190  | нападател | „Динамо-Казан“ Казан      |
| 17   | Страшимира Симеонова (Филипова) | 1985       | 197  | център    | „Славия“ София            |
| 18   | Веселина Григорова              | 1995       | 194  | нападател | „Казанлък“                |
| 20   | Кристина Гунчева                | 1994       | 178  | посрещая  | „Кьониц“                  |

- Главен треньор – Лоренцо Мичели
- Треньор – Николай Иванов